# Demonax mendicus
Demonax mendicus là một loài bọ cánh cứng trong họ Cerambycidae.